# Ezine
Ezine ist eine Stadt und ein Landkreis in der nordwest-türkischen Provinz Çanakkale. Die Stadt liegt etwa 50 Kilometer südlich der Provinzhauptstadt Çanakkale an der E-87 von Çanakkale nach İzmir. Die Stadt beherbergt die knappe Hälfte der Landkreisbevölkerung (2020: 44,3 %).

## Landkreis
Der Landkreis liegt im Westen der Provinz am Ägäischen Meer, er grenzt im Norden an den zentralen Landkreis Çanakkale, im Osten an den Kreis Bayramiç und im Süden an den Kreis Ayvacık. Er umfasst einen großen Teil der historischen Landschaft Troas. Östlich der Stadt fließt der Karamenderes Çayı, der antike Skamandros, der weiter im Norden Troja passiert und bei Kumkale in die Dardanellen mündet.
Neben der Kreisstadt besteht der Kreis aus einer weiteren Gemeinde (Belediye): Geyikli (3603 Einw.) sowie aus 49 Dörfern (Köy) mit durchschnittlich 276 Bewohnern. Zwei dieser Dörfer haben mehr als 1000 Einwohner: Mahmudiye (1272) und Sarısöğüt (1088 Einw.). Die Bevölkerungsdichte des Landkreises liegt mit 42 Einwohnern je km² liegt unterhalb des Provinzdurchschnitts (55 Einw. je km²).

## Sehenswertes
Etwa 16 Kilometer westlich von Ezine nahe der ägäischen Küste liegt die antike Stadt Alexandria Troas.

## Persönlichkeiten
- Afet Ilgaz (1937–2015), türkische Schriftstellerin
- Tarık Kutver (1938–2011), türkischer Fußballspieler
- Ahmet Başar Şen (* 1967), türkischer Diplomat